# 陕西华蜗牛
陕西华蜗牛（学名：Cathaica schensiensis）为巴蜗牛科华蜗牛属的动物，是中国的特有物种。分布于陕西、山西、甘肃、河北等地，生活环境为陆地，常栖息于较干旱的山区谷地、丘陵地带灌木草丛、石块下以及岩石缝隙中。在农田、住宅附近多腐殖质的地方也常见到。